# 3839 Bogaevskij
3839 Bogaevskij è un asteroide della fascia principale del diametro medio di circa 9,4 km. Scoperto nel 1971, presenta un'orbita caratterizzata da un semiasse maggiore pari a 2,4502639 UA e da un'eccentricità di 0,1832654, inclinata di 2,68579° rispetto all'eclittica.